# Хопенраде
Хопенраде (њем. Hoppenrade) општина је у њемачкој савезној држави Мекленбург-Западна Померанија. Једно је од 62 општинска средишта округа Гистров. Према процјени из 2010. у општини је живјело 798 становника. Посједује регионалну шифру (AGS) 13053035.

## Географски и демографски подаци
Хопенраде се налази у савезној држави Мекленбург-Западна Померанија у округу Гистров. Општина се налази на надморској висини од 25 метара. Површина општине износи 28,8 km². У самом мјесту је, према процјени из 2010. године, живјело 798 становника. Просјечна густина становништва износи 28 становника/km².

## Међународна сарадња
| Мјесто | Држава | Врста сарадње | Од    |
| ------ | ------ | ------------- | ----- |
| Ујшће  | Пољска | партнерство   | 1996. |
| Извор  |        |               |       |